# Tell It Like a Woman
Tell It Like a Woman ist ein US-amerikanischer Spielfilm von Silvia Carobbia aus dem Jahr 2022. Er kam am 7. Oktober 2022 in die amerikanischen Kinos.

## Handlung
Im Film werden sieben Kurzgeschichten erzählt, bei denen es jeweils um Probleme weiblicher Hauptfiguren geht. Dabei ist jede Geschichte in einer anderen Sprache und in einem anderen Land gedreht worden. Jede der Frauen muss eine Herausforderung überwinden, die sie am Ende zu einer stärkeren Persönlichkeit macht. Einige der Geschichten beruhen auf wahren Begebenheiten, andere sind fiktiv.

## Produktion
Der Film wurde von dem Studio „We do it together“ produziert, das sich zum Ziel gesetzt hat, weibliches Empowerment in der Filmbranche zu stärken.

## Rezeption
Nach Abe Friedtanzer von Cinema Daily sei der Film sehr gut geeignet, um Frauen in der Filmbranche eine Bühne zu bereiten.

## Auszeichnungen
- 2023: Satellite-Nominierung in der Kategorie bester Filmsong für Applause
- 2023: Oscar-Nominierung in der Kategorie bester Song für Applause